# Enzo De Muro Lomanto
Enzo De Muro Lomanto, alla nascita Vincenzo De Muro (Canosa di Puglia, 11 aprile 1902 – Milano, 15 marzo 1952), è stato un tenore italiano.

## Biografia
Di famiglia nobile, figlio di Gennaro De Muro e Maria Lomanto, studiò a Napoli, prima all'Università degli Studi di Napoli Federico II e successivamente al Conservatorio di San Pietro a Majella, esordendo nel 1925 al Teatro Constanzo di Catanzaro ne La traviata ed apparendo poco dopo al Teatro di San Carlo di Napoli in Tosca.
Nel 1928, ne La figlia del reggimento, debuttò al Teatro alla Scala, dove cantò sino al 1943. Nello stesso anno partì per un tour in Australia, organizzato dal soprano Nellie Melba, insieme a Toti Dal Monte, che sposò a Sydney durante la tournée e dalla quale si separò quattro anni dopo. Dall'unione nacque la figlia Mary, in arte Marina Dolfin.
Nel 1929 partecipò, ancora al Teatro alla Scala, alla prima rappresentazione de Il re di Umberto Giordano, diretta da Arturo Toscanini ed apparve in Falstaff alla Staatsoper Unter den Linden di Berlino e alla Staatsoper di Vienna. Nel 1933 fu al Teatro Regio di Torino ne L'impresario in angustie, nel 1936 all'Opéra national de Paris in Rigoletto e nel 1937 al Maggio Musicale Fiorentino come protagonista di I racconti di Hoffmann.
Acquisì notorietà anche per l'interpretazione discografica del repertorio classico della canzone napoletana.

## Discografia

### Opere complete
- Lucia di Lammermoor, con Mercedes Capsir, Enrico Molinari, Salvatore Baccaloni, Emilio Venturini, dir. Lorenzo Molajoli - Columbia 1929
- Le furie di Arlecchino, con Maria Zamboni, dir. Lorenzo Molajoli - Columbia 1930

### Brani singoli
Dischi Columbia Italiana
- La sonnambula Prendi l'anel ti dono - Milano 1927-10-27 GQ7084 WB1578
- La sonnamblula Son geloso, Milano 1927-11-03/07 pt 1 GQ7077 WB1636, pt 2 GQ7077 WB1637 con Maria Gentile
- Il barbiere di Siviglia Se il mio nome , Ecco ridente in cielo - Milano 1927-11 GQ7078 WB1651G, Q7078 WB1652
- Manon Chiudo gli occhi - Milano 1927-11-24 GQ7084 WB1750
- La bohème Che gelida manina - Milano 1928-02-07/12 GQX10251, WBX239
- Tosca Recondita armonia - Milano 1928-02-21 D12581 B1711
- L'Arlesiana È la solita storia - Milano 1928-0  GQX10251 WBX251
- Lucia di Lammermoor Tombe degli avi miei, Fra poco a me ricovero - Milano 1929-09 GQ7129 WB2761, GQ7129 WB2764
- La favorita Spirto gentil - Milano 1929-09 GQX10209 WBX639
- Don Pasquale Sogno soave e casto - Milano 1929-09-11 DQ1044 WB2772
- Le furie di Arlecchino O Colombina - Milano 1930-01-27  pt 1 DQ1126 WB3082 pt 2 DQ1126 WB3083
- Don Giovanni Il mio tesoro - Milano 1938-04-23 DQ2667 CB8727, DQ2667
- Linda di Chamounix Se tanto in ira agli uomini - Milano 1938-04-23 CB8728
- Silvano S'è spento il sol - Milano 1940-03-16 DQ3190 CB9738
- Piscatore ’e Pusilleco - CQ 1284/DQ 3768 - 1934

### Recitals
- Enzo De Muro Lomanto - Bongiovanni (GB 1047; riprende i 78 giri Columbia)